# Giải quần vợt Wimbledon 2020
Giải quần vợt Wimbledon 2020 là giải Grand Slam quần vợt dự kiến được tổ chức ở All England Lawn Tennis and Croquet Club tại Wimbledon, London, 
Vương quốc Liên hiệp Anh và Bắc Ireland, từ ngày 29 tháng 6 đến 12 tháng 7. Giải đấu đã bị hủy bỏ vì Đại dịch COVID-19. Thông báo được đưa ra vào ngày 1 tháng 4 năm 2020.
Đây là lần đầu tiên giải đấu bị hủy bỏ, kể từ năm 1945 do Chiến tranh thế giới thứ 2. Nếu được tổ chức, đây sẽ là lần thứ 134 của Giải quần vợt Wimbledon.
Novak Djokovic và Simona Halep là đương kim vô địch nội dung đơn nam và đơn nữ.